# Amalaraeus arvicolae
Amalaraeus arvicolae är en loppart som först beskrevs av Ioff 1948.  Amalaraeus arvicolae ingår i släktet Amalaraeus och familjen fågelloppor. Inga underarter finns listade i Catalogue of Life.